# 玩具熊的五夜后宫：生存日志
《玩具熊的五夜后宫：生存日志》（英文：Five Nights at Freddy's: Survival Logbook）是由史葛·戈晃写作的电子游戏改编儿童书籍，同时也是玩具熊的五夜后宫系列的第四本书籍。这本书在2017年12月26日以平装书形式发售。不发售Kindle形式的原因则是因为书中含有读者互动的内容。

## 简介
欢迎来到“费斯熊佛莱迪的披萨餐厅”，这里就是我们效忠家庭欢乐的地方，尤其是——安全！这个日志就是设计给你，我们最新的夜间警卫，以便在你工作的第一个星期提供支持。在这几页里，你会找到谜题和活动来加强你的训练，在工作的最后放松下来，并记录下所有在夜间发生的奇怪事件。
我们也要求你使用这本日志来反省佛莱迪餐厅的最佳品质员工，也就是真正的无视本能的自我保护。全部都在这本日志里，在费斯熊娱乐公司众多事业的其中之一里度过毛骨悚然的夜晚后，这就是最适合放松的方法。只要记得先填好你的紧急联络信息哦！

## 发展
在2017年6月，作者将这本书的标题、发布日期和价格发布到了亚马逊网站上。当时并没有任何图片预览被显示在网站上，甚至有少数人还认为这本书是假的。而因为这本书看起来像是一般的儿童图书，多数人都开始认为这本书并不会揭露任何关于游戏的秘密。